# جغرافیای اروپا
قاره اروپا، در نیم‌کره شمالی زمین قرار دارد و پس از قاره اقیانوسیه، دومین قاره کوچک جهان است. قاره اروپا با قاره آسیا در یک پهنه خشکی قرار گرفته‌اند و با یکدیگر خشکی بزرگ اوراسیا را تشکیل می‌دهند. مرز طبیعی میان اروپا و آسیا را کوه‌های آرال تشکیل می‌دهند.
مساحت اروپا حدود ۱۰ میلیون کیلومتر مربع است و حدود از ۷۴۰ میلیون نفر جمعیت دارد که یازده درصد از جمعیت جهان را تشکیل می‌دهند. با وجود مساحت نسبتاً کم خود، اروپا پس از آسیا دومین قاره جهان از نظر تراکم جمعیت است.
اروپا در اصل شبه جزیره‌ای در شمال غرب اوراسیا و در شمال قاره آفریقا است. اروپا که به دلیل قرار گرفتن در منطقهٔ معتدل شمالی به قاره سبز معروف است بین آب‌های دریای خزر و دریای سیاه در جنوب شرقی، مدیترانه در جنوب، اقیانوس اطلس در غرب و دریای آدریاتیک در شمال قرار دارد.
اروپا همچنین جزایر بسیاری دارد، که از جزایر بزرگ آن می‌توان به جزایر بریتانیا و ایسلند اشاره کرد.
شماری از شهرهای مهم و تاریخی جهان ازجمله لندن، رم، مسکو، آتن، پاریس، و برلین در اروپا قرار گرفته‌اند.

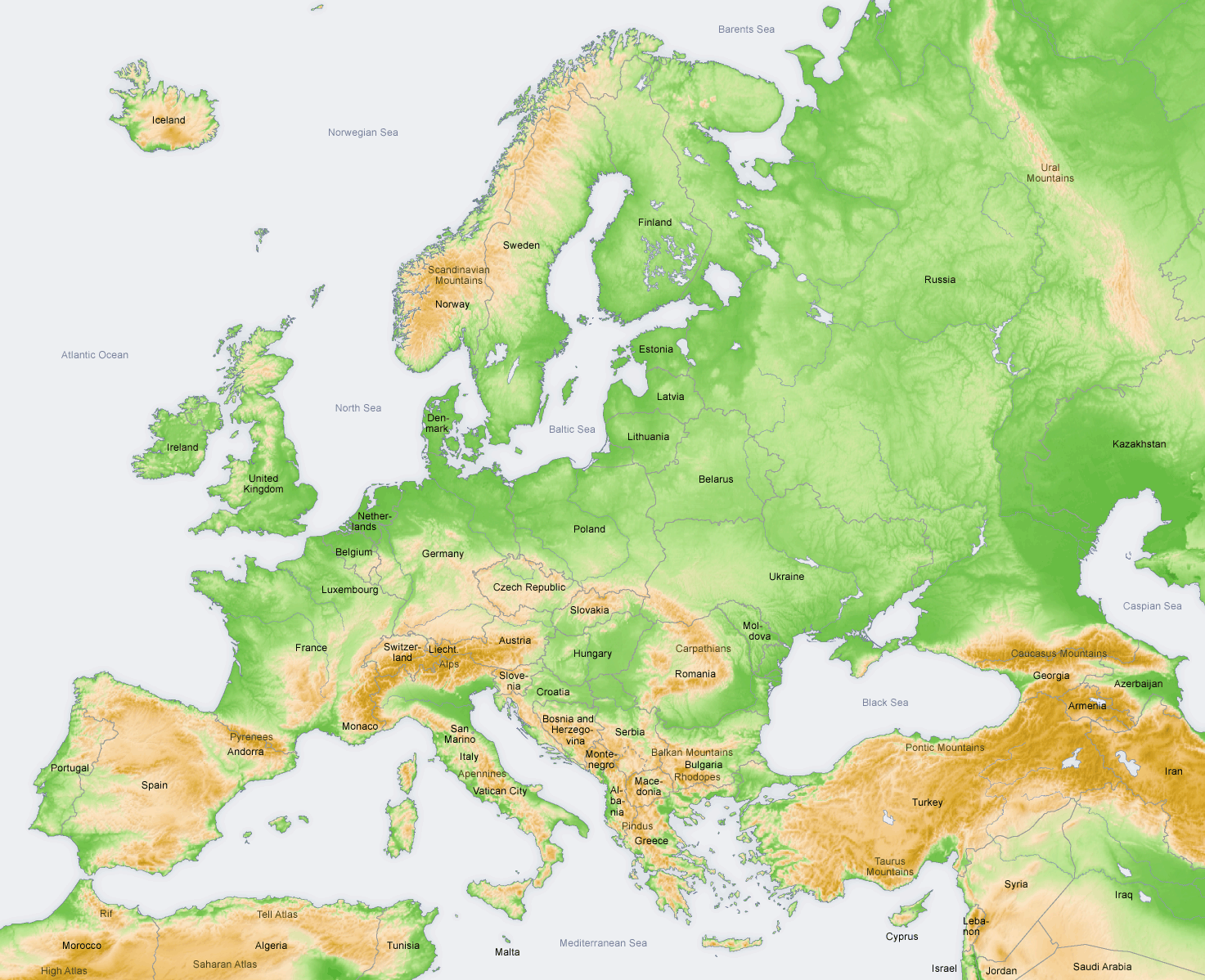
نقشه توپوگرافیک قاره اروپا.

بعد از قارهٔ اقیانوسیه، قاره اروپا با ۱۰ میلیون کیلومتر مربع کوچک‌ترین قاره زمین است. اروپا از شمال به اقیانوس منجمد شمالی و از جنوب به دریای مدیترانه و دریای سیاه و از طرف غرب به اقیانوس اطلس محدود شده‌است و از سمت شرقی به قارهٔ آسیا متصل است.
قارهٔ اروپا در میان مدارهای ۳۵ تا ۷۵ جغرافیایی قرار گرفته‌است.
در مناطق شمالی اروپا کوه‌ها از نظر زمین‌شناسی فرسوده و قدیمی اند، ارتفاع آن‌ها کم است و دارای قلّه‌های گنبدی شکل‌اند. در این مناطق، جلگه‌های پهناور و دریاچه‌های بسیاری وجود دارد. به این منطقه از اروپا که فرسایش، طی یک دورهٔ بسیار طولانی، بلندی‌های آن را صاف کرده و ناهمواری‌های ملایم در آن به وجود آورده‌است،اروپای پیر می‌گویند.
آب فراوان موجب پیدایش جنگل‌های سرسبز و رواج کشاورزی و دامداری در این قاره شده‌است. از این رو، این سرزمین پرآب و سرسبز از گذشته‌های دور، محل زندگی انسان و بسیاری از جانوران بوده‌است و به همین علت به این قاره، قاره سبز گفته می‌شود.

## آب و هوا
اعتدال دمایی اروپا شرایط مناسبی برای کشاورزی فراهم کرده است.
اروپا که به دلیل قرار گرفتن در منطقهٔ معتدل شمالی به قاره سبز معروف است بین آب‌های دریای خزر و دریای سیاه در جنوب شرقی، مدیترانه در جنوب، اقیانوس اطلس در غرب و دریای آدریاتیک در شمال قرار دارد. اروپا هم‌چنین جزایر بسیاری دارد.
آب و هوای اروپا تا حد زیادی تحت تأثیر جریان‌های گرم اقیانوس اطلس است که زمستان‌ها و تابستان‌ها را در بیشتر قاره معتدل می‌کند. فرهنگ اروپایی ریشه تمدن غربی است که نسب آن به یونان باستان و روم باستان بازمی‌گردد. 

## هیدروگرافی
بخش شمالی این قاره چون نزدیک قطب شمال هستند آب و هوا ی سرد و قطبی دارند

## تنوع زیستی
اروپا با دارا بودن طبیعتی فوق العاده و زیست گاه‌ها و زیست بوم‌های بسیار زیاد در تنوع زیستی بسیاری گستردگی دارد ولی تقریباً 75 درصد خاک در جنوب اروپا از نظر محتوای مواد آلی و تنوع زیستی در سطح پایینی است.

## رودخانه‌ها

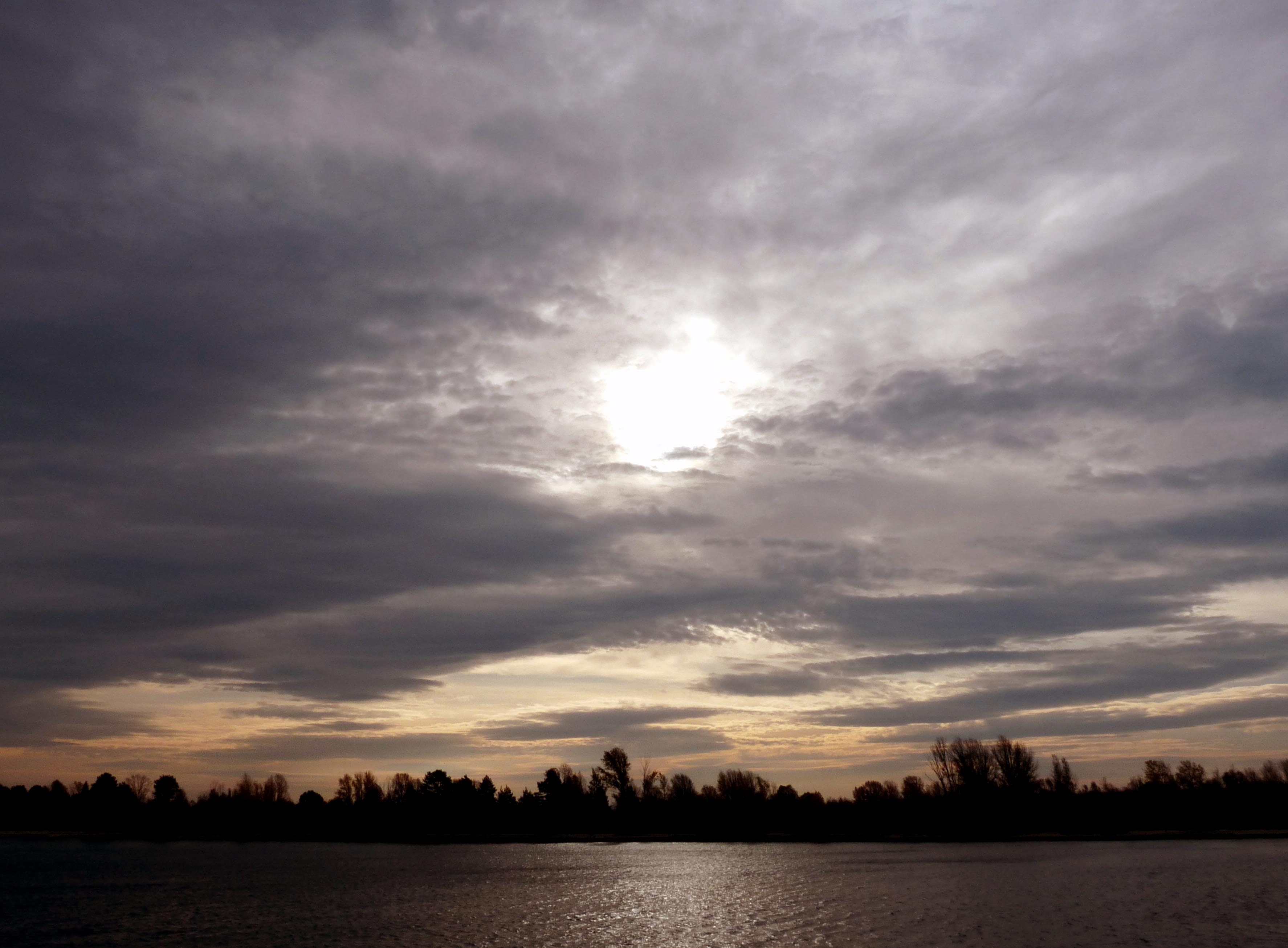
رود ولگا، بلندترین رود در اروپا، نزدیک قازان، روسیه

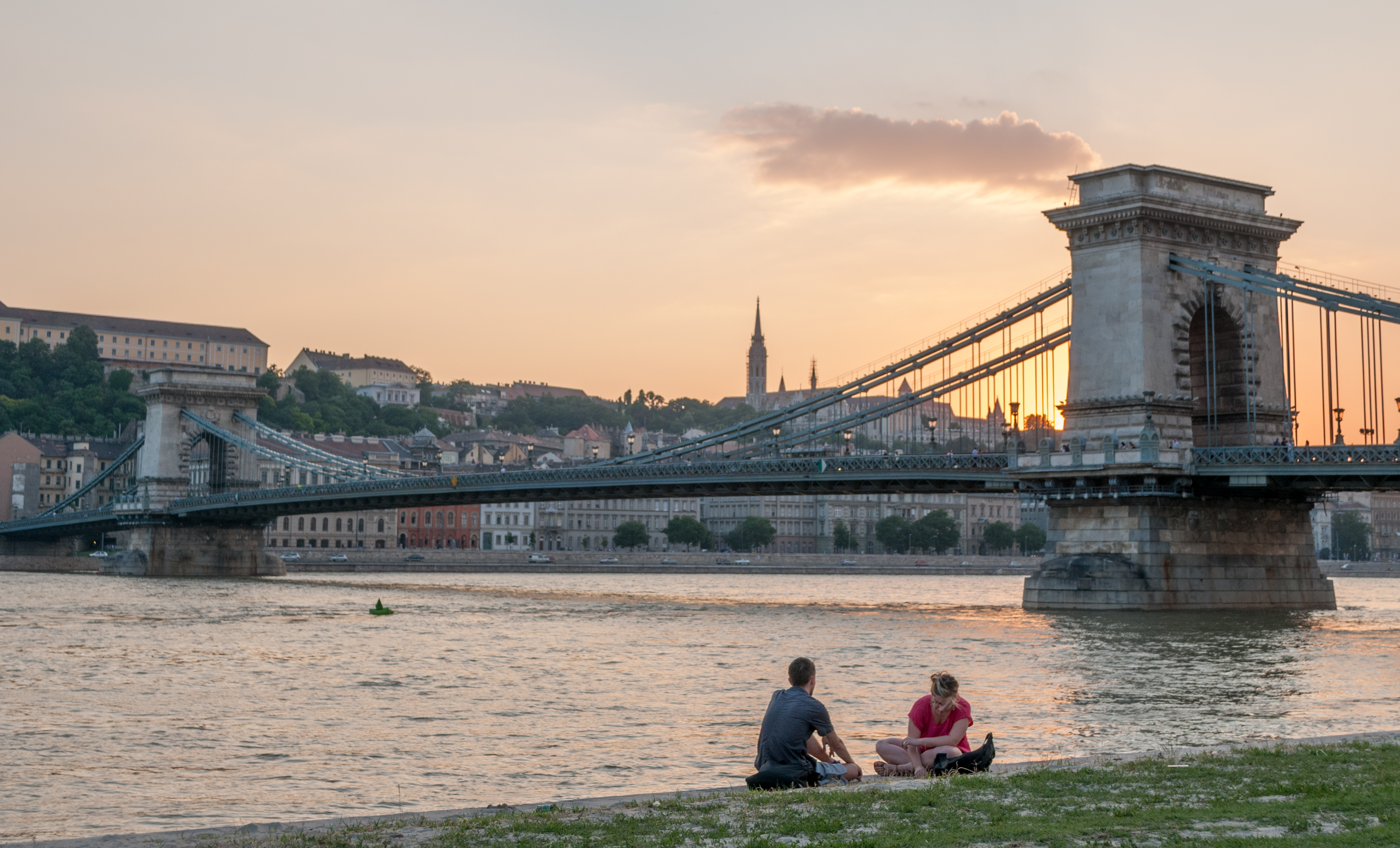
دانوب، دومین رود اروپا از لحاظ بلندی، در بوداپست، مجارستان

طولانی‌ترین رودخانه‌ها در اروپا با طول تقریبی آنها:
1. رود ولگا - ۳٬۶۹۰ کیلومتر (۲٬۲۹۰ مایل)
2. دانوب - ۲٬۸۶۰ کیلومتر (۱٬۷۸۰ مایل)
3. رود اورال - ۲٬۴۲۸ کیلومتر (۱٬۵۰۹ مایل)
4. دنیپر - ۲٬۲۹۰ کیلومتر (۱٬۴۲۰ مایل)
5. دن (رود) - ۱٬۹۵۰ کیلومتر (۱٬۲۱۰ مایل)
6. رود پیچورا - ۱٬۸۰۹ کیلومتر (۱٬۱۲۴ مایل)
7. رود کامه - ۱٬۸۰۵ کیلومتر (۱٬۱۲۲ مایل)
8. رود اوکا - ۱٬۵۰۰ کیلومتر (۹۳۰ مایل)
9. رود بلایا (کامه) - ۱٬۴۳۰ کیلومتر (۸۹۰ مایل)
10. تیسزا - ۱٬۳۵۸ کیلومتر (۸۴۴ مایل)
11. نیستر - ۱٬۳۵۲ کیلومتر (۸۴۰ مایل)
12. راین (رود) - ۱٬۲۳۶ کیلومتر (۷۶۸ مایل)
13. رود البه - ۱٬۰۹۱ کیلومتر (۶۷۸ مایل)
14. ویستولا - ۱٬۰۴۷ کیلومتر (۶۵۱ مایل)
15. تاقوس - ۱٬۰۳۸ کیلومتر (۶۴۵ مایل)
16. دائوگاوا (رودخانه) - ۱٬۰۲۰ کیلومتر (۶۳۰ مایل)
17. لوآر (رود) - ۱٬۰۱۲ کیلومتر (۶۲۹ مایل)
18. ایبرو - ۹۶۰ کیلومتر (۶۰۰ مایل)
19. رود نمان - ۹۳۷ کیلومتر (۵۸۲ مایل)
20. رود ساوا - ۹۳۳ کیلومتر (۵۸۰ مایل)
21. دورو (رود) - ۸۹۷ کیلومتر (۵۵۷ مایل)
22. اودر - ۸۵۴ کیلومتر (۵۳۱ مایل)
23. رود گوادیانا - ۸۲۹ کیلومتر (۵۱۵ مایل)
24. رون - ۸۱۵ کیلومتر (۵۰۶ مایل)
25. سن - ۷۷۶ کیلومتر (۴۸۲ مایل)
26. رود مورش - ۷۶۱ کیلومتر (۴۷۳ مایل)
27. پروت - ۷۴۲ کیلومتر (۴۶۱ مایل)
28. پو (رودخانه) - ۶۸۲ کیلومتر (۴۲۴ مایل)
29. گوادالکیبیر - ۶۵۷ کیلومتر (۴۰۸ مایل)
30. رود اولت - ۶۱۵ کیلومتر (۳۸۲ مایل)
31. Glomma - ۶۰۴ کیلومتر (۳۷۵ مایل)
32. گارون - ۶۰۲ کیلومتر (۳۷۴ مایل)
33. رود سیرت - ۵۵۹ کیلومتر (۳۴۷ مایل)
34. نریس - ۵۱۰ کیلومتر (۳۲۰ مایل)
35. ماریتسا - ۴۸۰ کیلومتر (۳۰۰ مایل)
36. Gauja - ۴۵۲ کیلومتر (۲۸۱ مایل)
37. ولتاوا - ۴۳۰ کیلومتر (۲۷۰ مایل)
38. Ialomița - ۴۱۷ کیلومتر (۲۵۹ مایل)
39. Vah - ۴۰۶ کیلومتر (۲۵۲ مایل)
40. واردار - ۳۸۸ کیلومتر (۲۴۱ مایل)
41. رودخانه شانون - ۳۸۶ کیلومتر (۲۴۰ مایل)
42. Someș - ۳۷۶ کیلومتر (۲۳۴ مایل)
43. رودخانه موراوا - ۳۵۳ کیلومتر (۲۱۹ مایل)
44. Drin Albania 335 km
45. Torne - ۳۲۴ کیلومتر (۲۰۱ مایل)

## فهرست کشورها

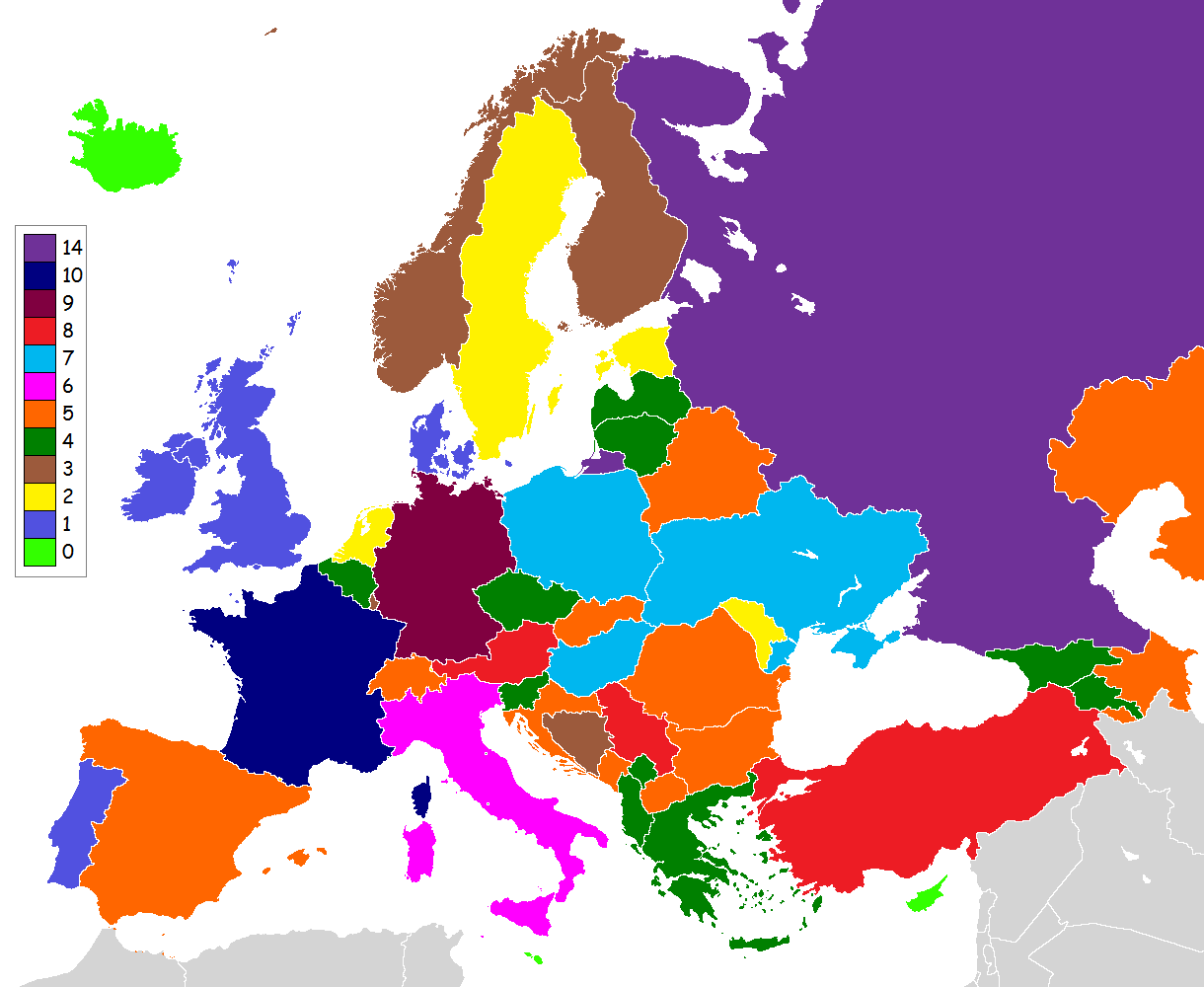
نقشه کشورهای اروپایی با تعداد کشورهای همسایه

| ۱۴ | روسیه (شامل کالینینگراد)                                                                                                   |
| ۱۰ | فرانسه (شامل شهرستان‌های فرادریایی و شهرستان‌ها و قلمروهای فرادریایی فرانسه)                                                 |
| ۹  | آلمان |
| ۸  | اتریش، صربستان، ترکیه |
| ۷  | مجارستان، لهستان، اوکراین                                                                                                  |
| ۶  | ایتالیا |
| ۵  | جمهوری آذربایجان، بلاروس، بلغارستان، کرواسی، قزاقستان، رومانی، مقدونیه شمالی، اسلواکی، اسپانیا (شامل سبته و ملیلیه), سوئیس |
| ۴  | آلبانی، ارمنستان، بلژیک، جمهوری چک، گرجستان، یونان، کوزوو، لتونی، لیتوانی، مونته‌نگرو، اسلوونی                              |
| ۳  | بوسنی و هرزگوین، فنلاند، هلند (شامل سینت مارتن), نروژ، لوکزامبورگ                                                          |
| ۲  | آندورا، استونی، لیختن‌اشتاین، مولداوی، سوئد                                                                                 |
| ۱  | دانمارک، ایرلند، موناکو، پرتغال، سان مارینو، بریتانیا، واتیکان                                                             |
| ۰  | ایسلند، قبرس، مالت |